# Brahmanbaria (zila)
Brahmanbaria (en bengalí: ব্রাহ্মণবাড়িয়া) es un zila o distrito de Bangladés que forma parte de la división de Chittagong.
Comprende 9 upazilas en una superficie territorial de 1.879 km²: Brahmanbaria, Ashuganj, Nasirnagar, Nabinagar, Sarail, Kasba, Akhaura, Bancharampur y Bijoynagar.
La capital es la ciudad de Brahmanbaria.

## Upazilas con población en marzo de 2011[2]
- Akhaura 145,215
- Ashuganj 180,654
- Bancharampur 298,430
- Bijoynagar 257,247
- Brahmanbaria Sadar 521,994
- Kasba 319,221
- Nabinagar 493,518
- Nasirnagar 309,011
- Sarail 315,208

## Demografía
Según estimación 2010 contaba con una población total de 2.680.682 habitantes.